# Чарлз Кардейл Бабінгтон
Чарлз Кардейл Бабінгтон (англ. Charles Cardale Babington, 23 листопада 1808 — 22 липня 1895) — британський ботанік, професор ботаніки, міколог та археолог.

## Біографія
Чарлз Кардейл Бабінгтон народився 23 листопада 1808 року.
у 1861–1895 роках він був професором ботаніки. Бабінгтон займався інтенсивними дослідженнями в області природознавства.
Чарлз Кардейл Бабінгтон відвідав майже всі частини Британських островів, а у 1846 році він відвідав Ісландію.
Чарлз Кардейл був одним із засновників ентомологічного товариства (1833). Бабінгтон був членом Геологічного товариства Лондона, членом кембрійського археологічної асоціації, членом Лондонського Ліннеївського товариства, членом Лондонського королівського товариства.
Чарлз Кардейл Бабінгтон помер в Кембриджі 22 липня 1895 року.

## Наукова діяльність
Чарлз Кардейл Бабінгтон спеціалізувався на папоротеподібних, водоростях, насіннєвих рослинах та на мікології.

## Наукові роботи
- Memorials, journal and botanical correspondence by Charles Cardale Babington. 6 editions published in 1897 in English and held by 127 libraries worldwide[7].
- Manual of British botany: containing the flowering plants and ferns arranged according to the natural orders by Charles Cardale Babington. 35 editions published between 1843 and 1922 in English and Undetermined and held by 116 libraries worldwide[7].
- Ancient Cambridgeshire: or, An attempt to trace Roman and other ancient roads that passed through the country of Cambridge; with a record of the places where Roman coins and other remains have been found by Charles Cardale Babington. 3 editions published in 1883 in English and held by 36 libraries worldwide[7].
- Manual of British botany, containing the flowering plants and ferns by Charles Cardale Babington. 11 editions published between 1843 and 1904 in English and held by 35 libraries worldwide[7].
- A catalogue of the manuscripts preserved in the library of the University of Cambridge. Ed. for the Syndics of the University press by Cambridge University Library in English and held by 30 libraries worldwide[7].
- Primitiæ floræ sarnicæ; or, An outline of the flora of the Channel Islands of Jersey, Guernsey, Alderney, and Serk. Containing a catalogue of the plants indigenous to the islands: with occasional observations upon their distinctive characters, affinities, and nomenclature by Charles Cardale Babington. 2 editions published in 1839 in English and held by 30 libraries worldwide[7].
- Flora of Cambridgeshire; or, A catalogue of plants found in the county of Cambridge; with references to former catalogues, and the localities of the rarer species by Charles Cardale Babington. 3 editions published in 1860 in English and Undetermined and held by 28 libraries worldwide[7].
- The British rubi; an attempt to discriminate the species of Rubus known to inhabit the British Isles by Charles Cardale Babington. 3 editions published in 1869 in English and Undetermined and held by 26 libraries worldwide[7].
- On the Neottia gemmipara of Smith by Charles Cardale Babington. 2 editions published between 1844 and 1845 in English and held by 25 libraries worldwide[7].